# Galanthus peshmenii
Galanthus peshmenii là một loài thực vật có hoa trong họ Amaryllidaceae. Loài này được A.P.Davis & C.D.Brickell mô tả khoa học đầu tiên năm 1994.